# エオシン
エオシン（英: Eosin,中:伊紅）は、フルオレセインを臭素化してできる赤い蛍光色素。エオジンとも表記される。
顕微鏡検査の際に細胞質、膠原線維、筋線維の染色に用いられる。このエオシンに染まりやすい組織をエオシン好性と呼ぶ。エオシンYとエオシンBの2つの誘導体がある。